# Златен рог (метромост)
Метромостът Златен рог (на турски: Haliç Metro Köprüsü) е въжен мост, пренасящ линията М2 на истанбулското метро през Златния рог в Истанбул, Турция. Той свързва Каракьой и Кючюкпазаръ от европейската страна на Истанбул и се намира между Галата (мост) и Ататюрк (мост), приблизително на 200 м източно от последния. Това е четвъртият мост през Златния рог и влиза в експлоатация на 15 февруари 2014 г.
Мостът позволява директна връзка между метростанция Хаджъосман в район Саръйер (в северния край на линия M2) и транспортния възел Йеникапъ в район Фатих (в южния край на линия M2).

## Проект
Идеята за моста за първи път се обсъжда през 1952 г., но се оживява едва през периода, когато Кадир Топбаш е кмет на Истанбул (2004 – 17 г.).
След като новата линия на метрото е одобрена от Общинския съвет за защита на паметниците на културата и са завършени тунелите около нея, Столична община обявява търг за изграждане на моста. До 2005 г. в Съвета за защита на паметниците са подадени общо 21 предложения, но нито едно от тях не е в достатъчна хармония със силуета на града. Дори успешният дизайн на архитекта Хакан Къран е смятан за спорен.
През ноември 2009 г. предложената височина на кулите е намалена от предвидените 82 m на 65 m, след като ЮНЕСКО заплашва да премахне Истанбул от списъка си на обекти на световното наследство. Най-високото ниво на кабелите също е намалено от 63 на 55 m, а след това още по-ниско до 47 m през 2011 г. Този преработен дизайн е одобрен през февруари 2012 г.
Концептуалният проект на моста е извършен от френския инженер и специалист по мостовете Мишел Вирложе, който е проектирал и моста Явуз Султан Селим (Третият мост на Босфора) през протока Босфор. Турският архитект Хакан Къран отговаря за архитектурния дизайн и изпълнява функциите на строителен надзор. Wiecon Consulting Engineers & Architects изпълнява строителната инженерна работа за моста. Построен е в партньорство между италианската фирма Astaldi и турската Gülermak Ağır Sanayi İnşaat ve Taahhüt A.Ş.
Строителството започва на 2 януари 2009 г. и първоначално трябваше да бъде завършено в рамките на 600 дни. В крайна сметка той е завършен на 9 януари 2013 г. Тестовете за новото метро започват на следващия ден и мостът влиза в експлоатация на 15 февруари 2014 г. Стойността на строителството е 146,7 милиона евро.
Поради историческия характер на околностите на моста, проектът претърпява няколко ревизии. Например, откриването на свод от византийската епоха от страната на Ункапанъ/Kючюкпазаръ на моста по време на изкопни работи за основите на кея налага препроектиране на проекта. Дизайнът на командната сграда на оператора на подвижния мост също трябваше да бъде преразгледан, когато стената на базилика от византийската епоха и гробище на същия бряг излизат наяве.
Евентуалният дизайн отдава почит на морското наследство на града с опорни кули, оформени така, че да приличат на рога и опори с форма на корпус за платформите.

## Архитектура
Въженият мост има обща дължина от 936 m между Aзапкапъ (Бейоулу) и Ункапанъ/Kючюкпазаръ (Фатих) и участък от 460 m над водата. Най-дългият участък между двете кули е 180 m. Той е ограден от виадукти от двете страни, които свързват моста с тунелите на метрото от всяка страна на Златния рог. Девет кабела са свързани към всяка страна на двете кули в дизайн на арфа, започвайки от височина 47 m. За укрепване на меката скала, десетки стоманени тръбни пилони с диаметри 1800 mm и 2500 mm, доставени от Европа, са забити на повече от 30 m дълбоко в земята с помощта на хидравличен чук. Двете стоманени поддържащи кули са високи 65 m. Всяка лежи върху група от девет пилона, докато са изградени странични подпори с четири или пет пилонни групи.
Мостът с ширина 12,6 метра носи две железопътни линии между два тротоара с ширина 4,4 метра на височина 13 м над морското равнище. Палубата е 4,45-метрова кутия-греда.
От страната на Ункапанъ/Kючюкпазаръ, 120-метров люлеещ се мост – по същество конзолна конструкция – позволява преминаването на големи кораби. Има 50-метрови и 70-метрови участъци, които лежат на централен кей. Управляван от стая на платформа между моста и бреговата линия, люлеещият се мост се завърта под прав ъгъл около вертикалната ос след повдигане и осигурява около 40 метра широк свободен просвет в рамките на четири до шест минути. Люлеещият се мост е предназначен да бъде отворен веднъж седмично между часовете 1:00 и 5:00 през лятото и два пъти седмично през тези часове през зимните месеци.
В средата на моста е разположена станция с платформа с дължина 180 метра, подходяща за задържане на влак с 8 вагона. Той се простира по цялата дължина на главния участък и е покрит с 90-метров навес. Очаква се линията на метрото през моста да транспортира около един милион пътници дневно.

## Добро или лошо за града?
Дизайнът на метромоста Златен рог първоначално е спорен. Камари на архитекти и градостроители, както и много граждани се оплакват, че плановете, първоначално одобрени от ЮНЕСКО, са били променени без разрешение. Твърди се също, че дизайнът уврежда историческия силует на града. Но сега, когато метрото е отворено, се чуват по-малко оплаквания, а станцията Халич и пътеките улесняват комуникацията между зоните от двете страни на моста за собствениците, които не са с автомобили.